# Вотер Мил (Њујорк)
Вотер Мил (енгл. Water Mill) насељено је место без административног статуса у америчкој савезној држави Њујорк.

## Демографија
По попису из 2010. године број становника је 1.559, што је 165 (-9,6%) становника мање него 2000. године.
| Група             | 2000.         | 2010.         |
| Белци             | 1.611 (93,4%) | 1.396 (89,5%) |
| Афроамериканци    | 43 (2,5%)     | 16 (1,0%)     |
| Азијати           | 12 (0,7%)     | 22 (1,4%)     |
| Хиспаноамериканци | 57 (3,3%)     | 109 (7,0%)    |
| Укупно            | 1.724         | 1.559         |